# Náměstí ČSA (Město Albrechtice)
Náměstí ČSA, celým názvem náměstí Československé armády, je centrální náměstí města Město Albrechtice v okrese Bruntál. Nachází se také na pravém břehu řeky Opavice v pohoří Zlatohorská vrchovina v regionu Horní Slezsko a v Moravskoslezském kraji.

## Historie a popis místa
Náměstí ČSA má půdorys trojúhelníku a je obklopeno starými měšťanskými domy. Zvláště zajímavý je dům č.p. 21, který sloužil jako okrskový soud, má v přízemí historické renesanční jádro s chodbou s křížovou klenbou. Tento dům byl později přestavěn v barokním a empírovém slohu. Důležitá jsou také Radnice a rodný dům Františka Gela, který byl rozhlasovým zpravodajem a spisovatelem. Hlavní dominantou náměstí ČSA je kostel Navštívení Panny Marie, který je pozdně barokní stavbou, která nahradila původní kostel, jež lehl popelem roku 1746. Pozornosti neujde ani bludný balvan u kostela, který je zároveň i pomníkem vojákům Rudé armády. Výrazný je také štíhlý barokní Sloup se sochou svaté Anny Samotřetí.

## Další informace
Náměstí je celoročně volně přístupné. Vede přes ně zelená turistická trasa a cyklistické trasy 55 a 6116.

## Galerie

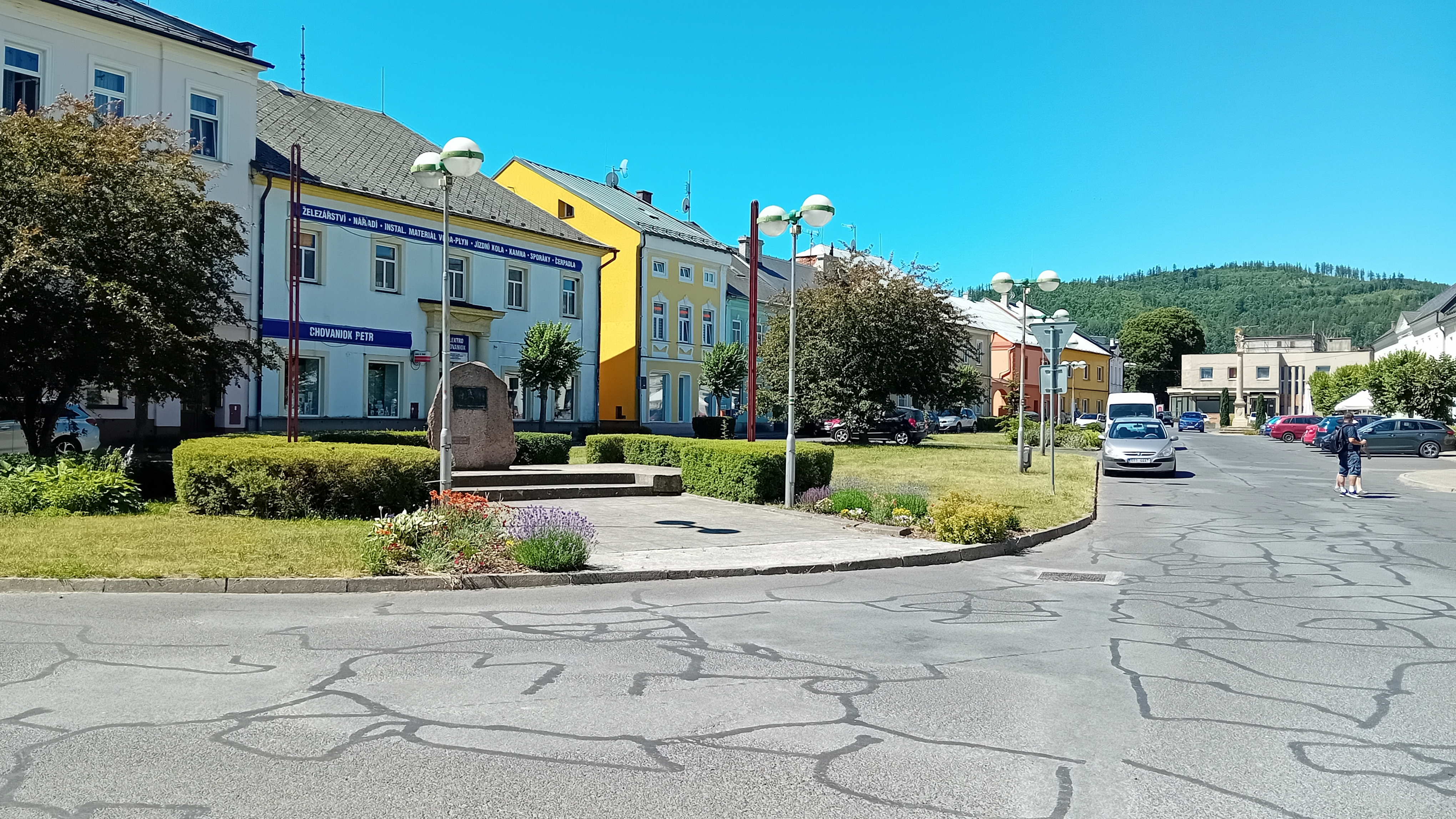
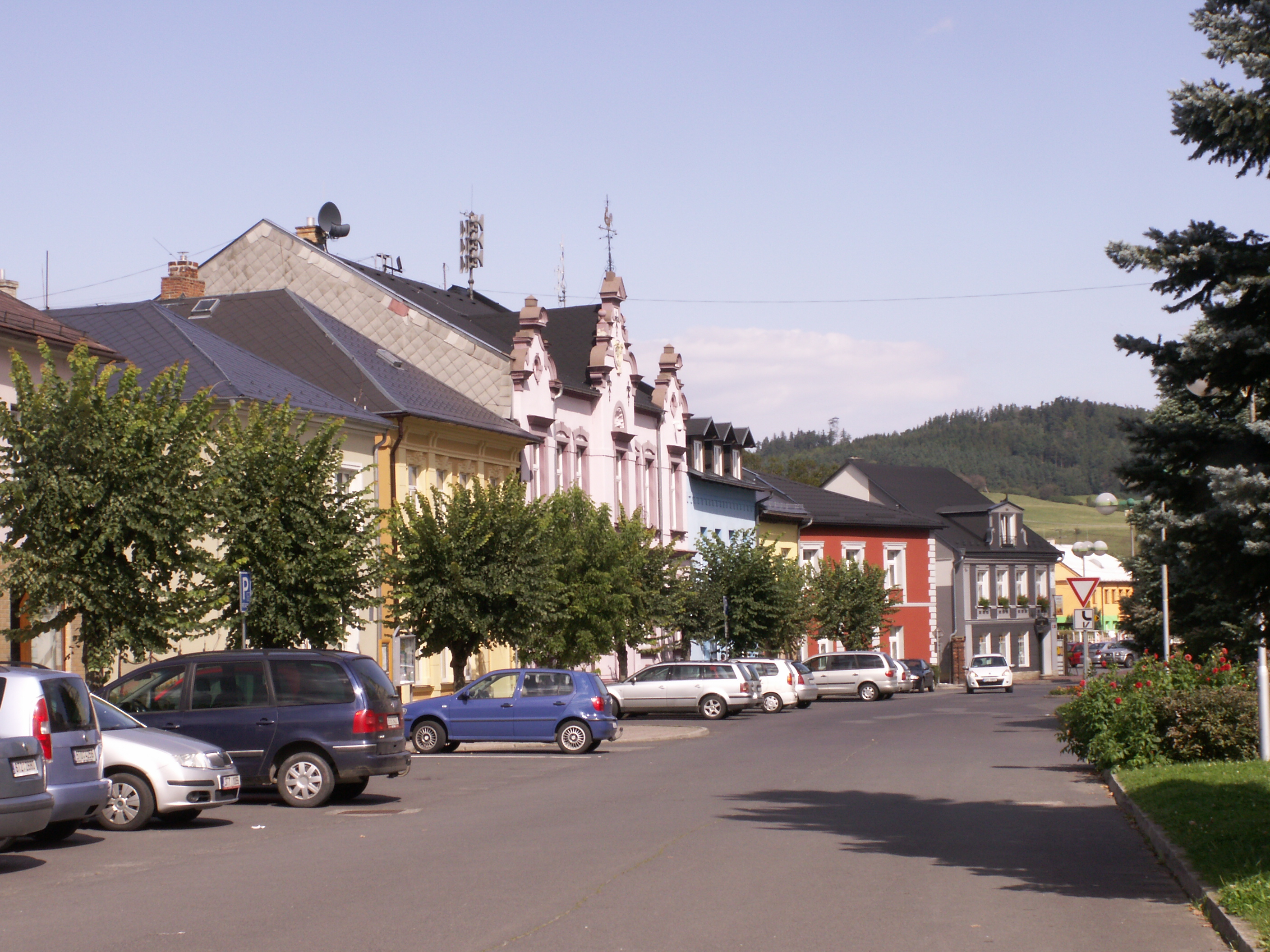
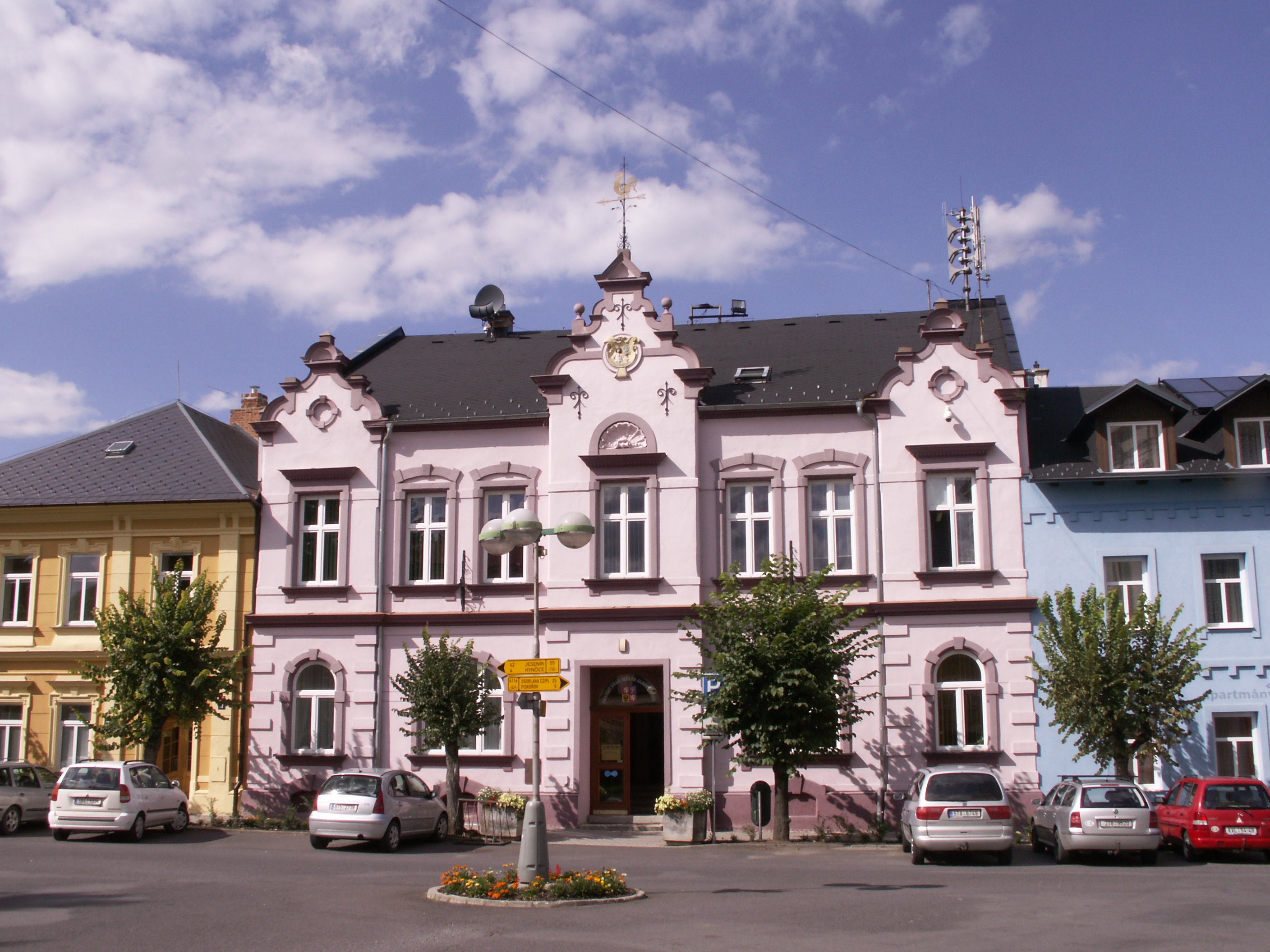
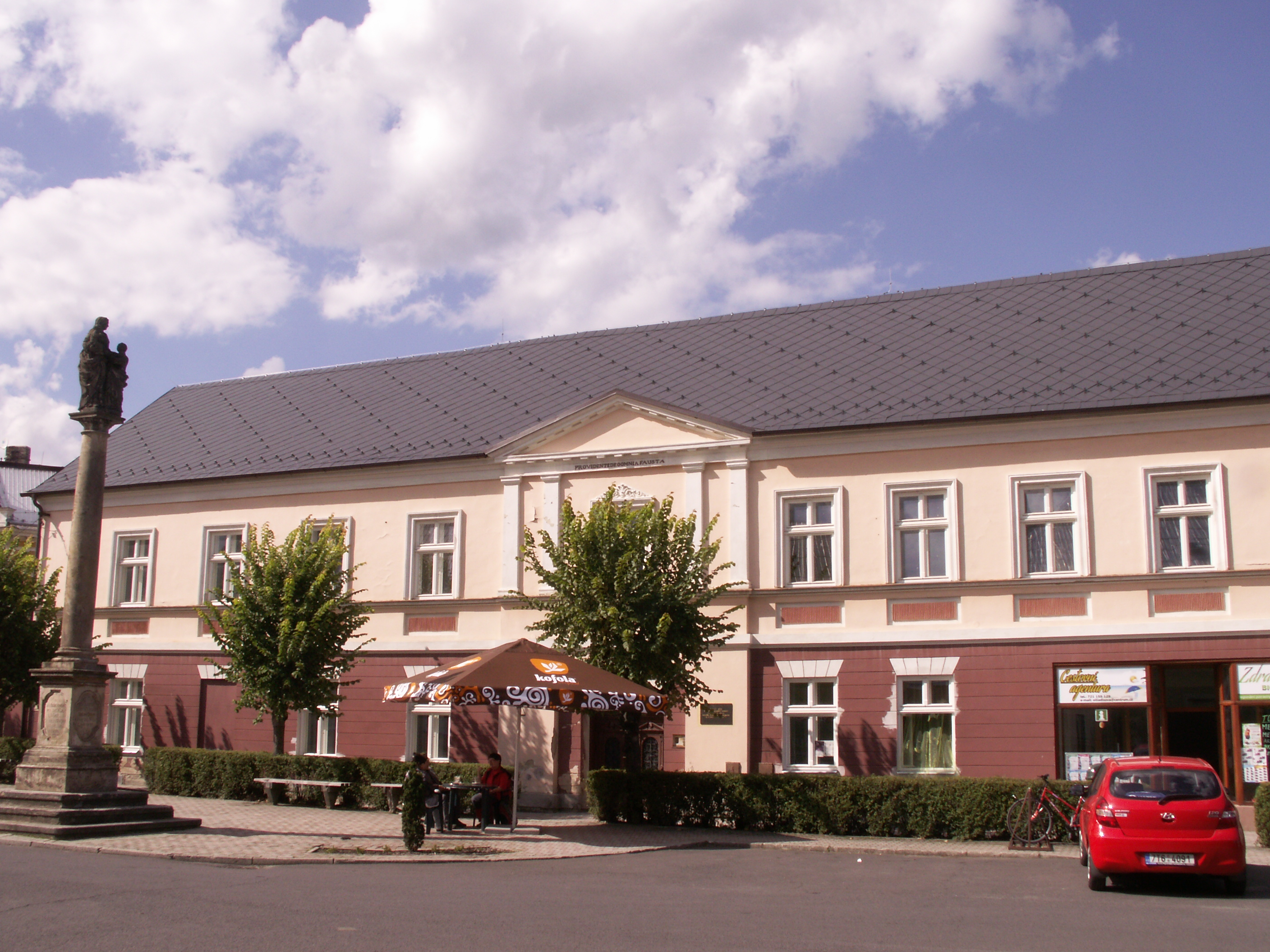
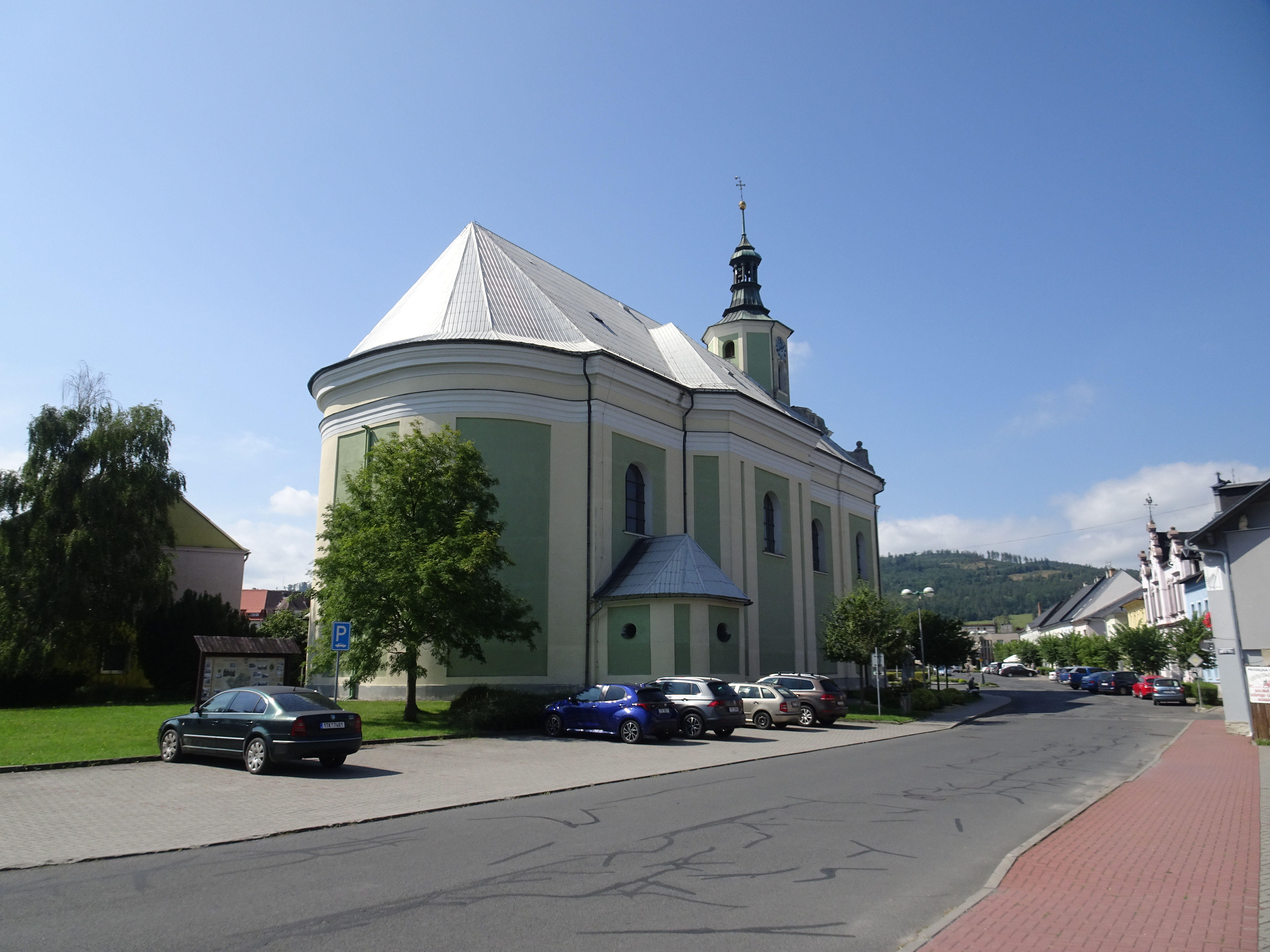
Kostel Navštívení Panny Marie
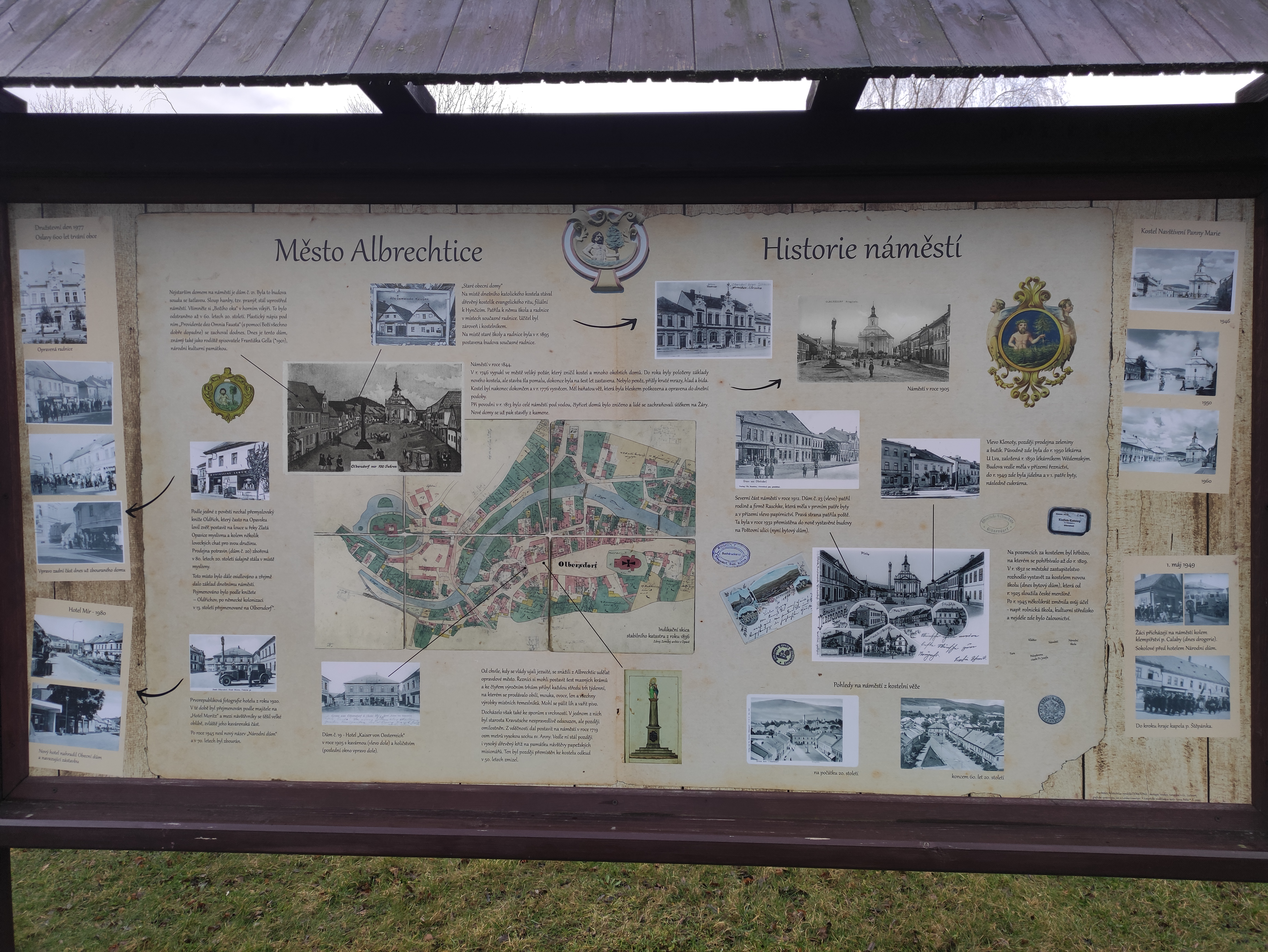
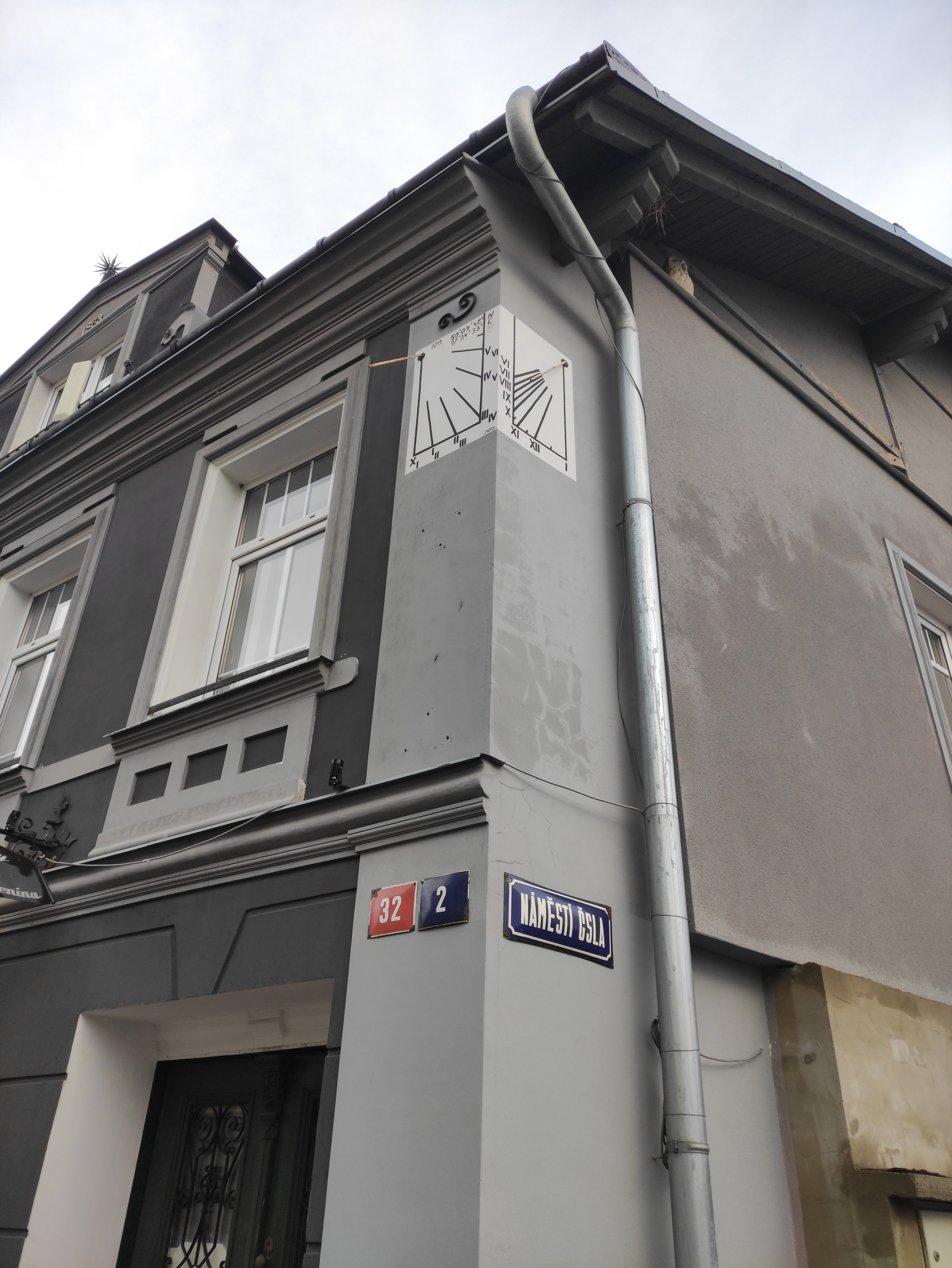
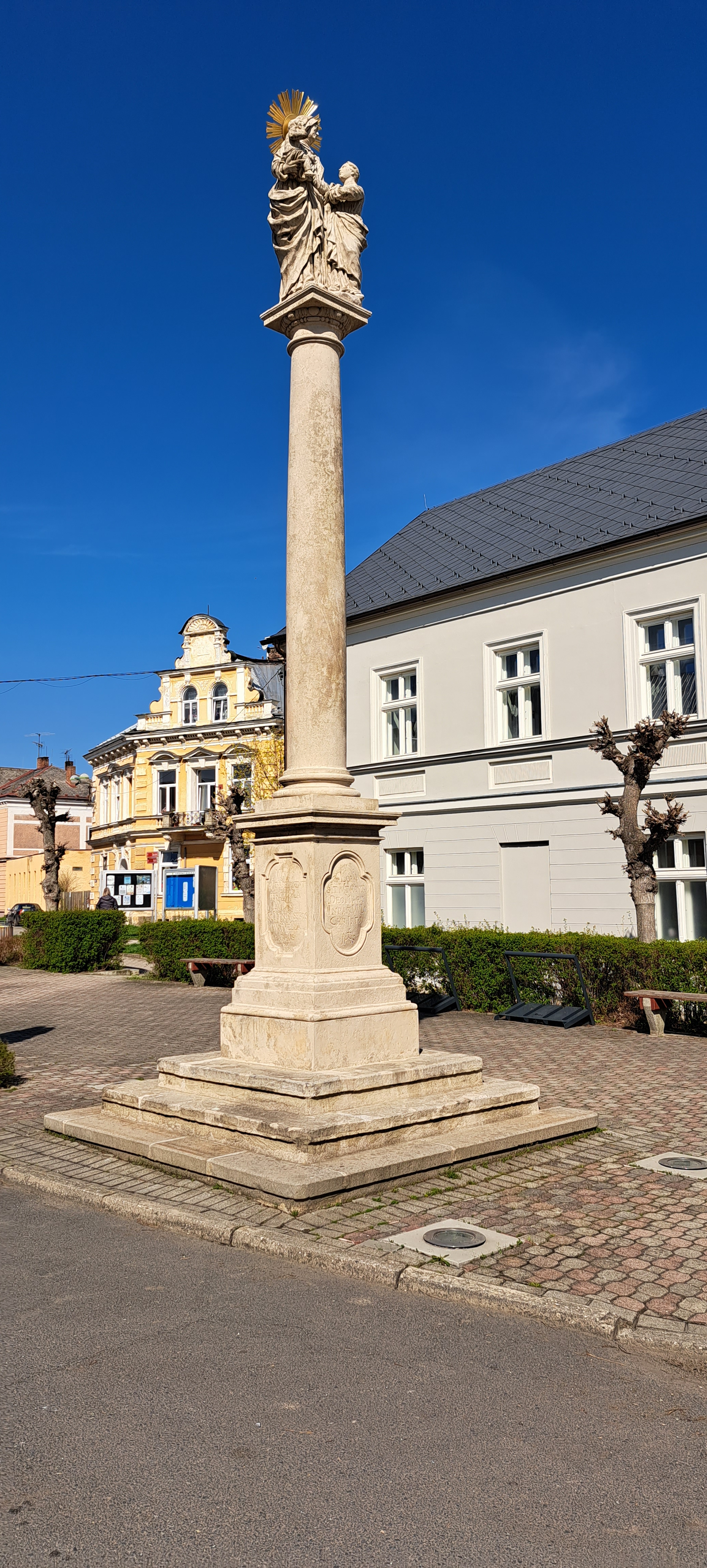
Sloup se sochou svaté Anny Samotřetí
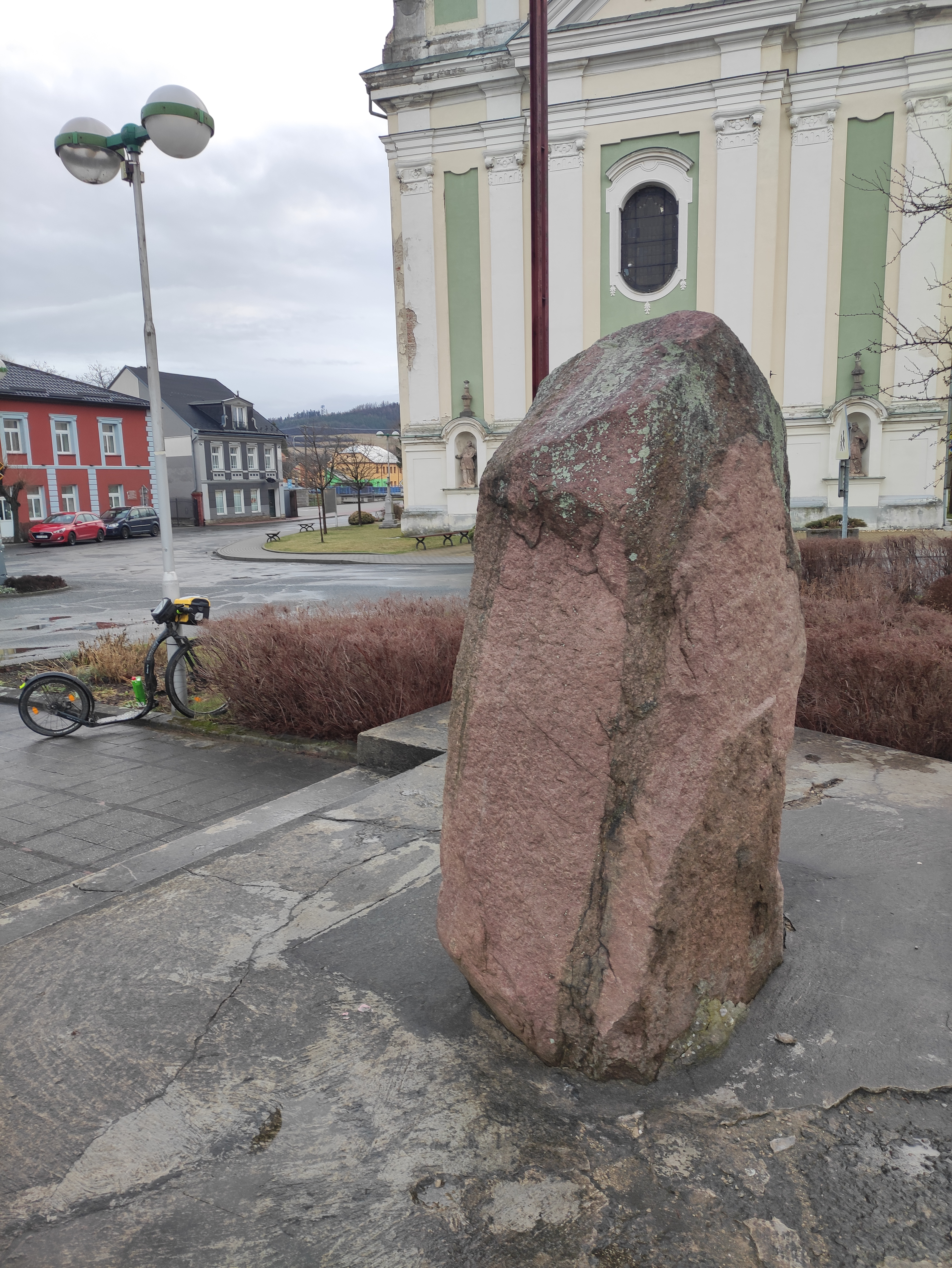
Bludný balvan - Pomník vojákům Rudé armády